# 圣费利克斯-迪米纳斯
圣费利克斯-迪米纳斯是巴西米纳斯吉拉斯州的一个市镇。总面积165.744平方公里，总人口3387人，人口密度20.4人/平方公里。